# احمد مؤمن‌زاده
احمد مؤمن‌زاده (زادهٔ ۲۵ شهریور ۱۳۵۲ - اصفهان) بازیکن فوتبال اهل ایران است.
وی سابقهٔ عضویت در تیم‌های سپاهان اصفهان، پیام مشهد، استقلال تهران، فولاد خوزستان، سایپا کرج، راه‌آهن، آلومینیوم هرمزگان، پارسه تهران و ون پارس نقش جهان را دارد.

## زندگی‌نامه
مومن‌زاده متولد ۲۵ شهریور سال ۵۲ است. در اصفهان و در محله وحید این شهر به دنیا آمده و بزرگ شده است. پدرش صاحب مغازهٔ وسایل صنعتی در اصفهان بود و پنج فرزند داشت: مصطفی، محمد، مینا و مینو برادر و خواهران احمد می‌باشند. او فرزند چهارم خانواده است. برادر بزرگش، مصطفی، نیز فوتبال بازی می‌کرد؛ اما به دلیل جنگ ایران و عراق فوتبال را رها کرد و به جبهه رفت و در سال‌های بعد احمد از این خانواده فوتبال را ادامه داد.

## پیشینهٔ ورزشی
از سال هفتاد و سه فوتبال حرفه‌ای را از تیم جوانان پلی اکریل شروع کرد و بعد از آن به تیم سپاهان پیوست و با زدن دوازده گل و کسب عنوان آقای گلی لیگ خود را در فوتبال ایران مطرح نمود. وی در سال هفتاد و شش، از آنجا که با هر دو پا خوب بازی می‌کرد و سرزن خوبی بود، به استقلال تهران پیوست. در مدتی که در استقلال بازی می‌کرد، حدود بیست و دو گل زد و از سال هشتاد و دو به تیم فولاد پیوست. در سال اول حضور خود در فولاد هفت گل و در سال دوم هشت گل برای فولاد به ثمر رساند. وی در رده‌های مختلف ملی جوانان و امید برای تیم ملی بازی کرده‌است و همچنین پنج بار هم به تیم ملی بزرگسالان دعوت شده‌است.
مؤمن‌زاده با تیم‌های استقلال، سایپای کرج و فولاد خوزستان به قهرمانی لیگ برتر دست یافته‌است.

## افتخارات
- لیگ برتر
- قهرمانی در لیگ آزادگان ۸۰–۱۳۷۹ به همراه تیم استقلال تهران
- قهرمانی در لیگ برتر فوتبال ایران ۸۴-۸۳ به همراه تیم فولاد خوزستان
- قهرمانی در لیگ برتر فوتبال ایران ۸۶-۸۵ به همراه تیم سایپای البرز
- جام حذفی
- قهرمانی در جام حذفی ۸۱-۸۰ به همراه تیم استقلال تهران